# Kościół św. Piotra w Lublanie
Kościół św. Piotra (słoweń. Cerkev sv. Petra) – parafialny kościół rzymskokatolicki w Lublanie.

## Historia
Pierwsze wzmianka o kościele pochodzą z 1163 i 1227, ale prawdopodobnie już wcześniej w tym miejscu istniało sanktuarium z cmentarzem. W XIV nastąpiła przebudowa kościoła w stylu gotyckim. W czasie najazdów tureckich w XV wieku kościół był kilkakrotnie palony i niszczony. Budowę nowego kościoła w stylu barokowym, z wykorzystaniem wcześniejszego układu trójnawowej bazyliki z transeptem, prowadzono w latach 1730–1733. Projekt przypisuje się architektowi Carlo Martinuzzi. Prace prowadził triesteński architekt Giovanni Fusconi. Kościół był ponownie przebudowany po zniszczeniach, jakich doznał w trakcie trzęsienia ziemi w 1895. Projekt przebudowy wykonał Raimund Jeblinger. Wówczas rozbudowano prezbiterium, dobudowano zakrystię i kaplice przy transepcie, a także przerobiono fasadę kościoła. Kolejna zmiana fasady nastąpiła w latach 1937–1938 według projektu Iwana Vurnika.

## Architektura i wyposażenie
Na skutek późniejszych zmian na zewnątrz (zwłaszcza fasady) kościół utracił cechy barokowe, ale podział architektoniczny wnętrza pozostał prawie niezmieniony. Obecna fasada, zaprojektowana przez Iwana Vurnika, jest gładka, ozdobiona w górnej części pięcioma mozaikami przedstawiającymi Jezusa Chrystusa i czterech ewangelistów, mozaika ozdabia również główne wejście.
Kopuła i sklepienie kościoła zostały w latach 1731–1734 ozdobione polichromiami wykonanymi przez Franca Jelovšeka. Malowidła przedstawiają sceny z życia św. Piotra, wizerunki czterech ewangelistów, personifikacje cnót i czterech kontynentów.
Wśród bogatego wyposażenia wyróżniają się barokowe ołtarze zdobione obrazami Valentina Metzingera (Ukrzyżowanie św. Andrzeja, Chrystusa na krzyżu i św. Marii Magdaleny, św. Urszuli, św. Floriana, Wizja św. Jana Nepomucena, koronacja Maryi), rzeźby (w tym św. Barbary i św. Łucji na ołtarzu św. Urszuli, przypisywane Henry’emu Michaelowi Löhrowi), ambona, dzieło Carla Bombasiego z 1747 r. (przeniesiona z rozebranego kościoła franciszkańskiego Wniebowzięcia Najświętszej Marii Panny) oraz chrzcielnica – dar biskupa Lublany Tomaža Hrena z 1611.